# Christianna Carmine
Christianna Carmine (* in New York City, New York) ist eine US-amerikanische Schauspielerin und Filmschaffende.

## Leben
Carmine wurde in New York City geboren, wo sie auch als People of Color aufwuchs. Sie hat einen Masterabschluss in Psychologie.
Carmine debütierte 2003 in einer Nebenrolle in der Spielfilmproduktion Haus über Kopf als Schauspielerin. Sie wirkte 2012 in der größeren Rolle der Petra Hawkings in dem Horrorfilm Dracula: Reborn mit. Dracula: Reborn erschien am 1. Oktober 2012 im US-amerikanischen Videoverleih. Im selben Jahr spielte sie die Rolle der Lynn in dem Katastrophenfilm 40 Days and Nights. Sie hatte Episodenrollen unter anderem in Dark Blue, Taylor’d Problems und Fresh Off the Boat inne. Zuletzt wirkte sie 2018 in Momentum in einer Spielfilmproduktion als Schauspielerin mit.
Seit 2011 tritt sie auch als Filmschaffende in verschiedenen Funktionen in Erscheinung. Ihr 2016 erschienener Kurzfilm Darryl wurde am 29. Mai 2016 auf dem GI Film Festival gezeigt.
Sie ist heute in Los Angeles wohnhaft.

## Filmografie (Auswahl)

### Schauspiel
- 2003: Haus über Kopf (Bringing Down the House)
- 2009: Dark Blue (Fernsehserie, Episode 1x01)
- 2011: To Live and Try in LA (Kurzfilm)
- 2012: Dracula: Reborn
- 2012: 40 Days and Nights
- 2013: Rosa the Imposer (Fernsehserie)
- 2014: Almost aWake (Kurzfilm)
- 2014: Taylor'd Problems (Fernsehserie, Episode 1x01)
- 2014: Wake Up, Samantha Evans (Kurzfilm)
- 2015: Fresh Off the Boat (Fernsehserie, Episode 1x05)
- 2015: Heroine Kombat (Fernsehserie, 1 Episode)
- 2015: Schatten der Leidenschaft (The Young and the Restless, Fernsehserie, Episode 1x10648)
- 2017: Culture of Fear
- 2018: Momentum

### Filmschaffende
- 2011: To Live and Try in LA (Kurzfilm; Regie, Drehbuch, Produktion)
- 2016: Darryl (Kurzfilm; Regie, Drehbuch)
- 2017: Solstice Ranch (Kurzfilm; Regie)
- 2018: No Choice (Kurzfilm; Regie)
- 2018: Legacy (Kurzfilm; Regie)
- 2018: Grow the F*ck Up (Fernsehserie, Episode 1x07; Regie)
- 2019: Don’t Say No (Kurzfilm; Drehbuch)
- 2020: Savage/Love (Miniserie, 5 Episoden; Regie)